# Awatere Fault
Die Awatere Fault ist eine geologische Verwerfung in der Region Marlborough auf der Südinsel von Neuseeland.

## Namensherkunft
Die Awatere Fault bekam ihren Namen 1892 durch den schottisch-neuseeländischen Geologen Alexander McKay (1841–1917), als er annahm, dass die Verwerfung von dem Tal des Awatere River durch die Cook Strait bis hin zur Wellington Fault reichte und zu anderen Seite bis zur Hope Fault. Doch 1953 wurde seine Annahme durch den Geologen Harold Wellman widerlegt und die Verbindung zur Alpine Fault nachgewiesen.

## Geographie
Die Awatere Fault zieht sich über eine Länge von ungefähr 200 km, beginnend von der Alpine Fault westlich des Lewis Pass bis in nordöstliche Richtung zum nördlichen Ende der Clifford Bay bei White Bluffs/Te Parinui o Whiti und darüber hinaus ca. 20 km in die Cook Strait hinein.
Die Awatere Fault ist eine von vier Verwerfungen in der Marlborough Fault Zone, die allesamt einer gleichen nordöstlichen Ausrichtung folgen. Von Nord nach Süd aufgezählt wären dies die Wairau Fault, gefolgt von der Awatere Fault, der Clarence Fault und der Hope Fault.

## Geologie
Die Awatere Fault ist Teil der Subduktionszone, in der sich die Pazifische Platte mit einer Geschwindigkeit von 39 mm pro Jahr unter die Australische Platte schiebt. Im Nordosten der Südinsel Neuseelands wird die schräg-konvergente Relativbewegung zwischen den tektonischen Platten der Pazifischen und der Australischen durch Gleiten und Rutschen über die aktive rechtsseitig-schräge Verwerfungen im Verwerfungssystem der Region Marlborough ausgeglichen. Doch die Awatere Fault ist auf ihrer Länge gesehen nicht gleichzeitig aktiv. Es konnte festgestellt werden, dass sich die Verwerfung in zwei Sektionen aufteilt, die in der Literatur als „östliche Sektion“ und als „Molesworth-Sektion“ bezeichnet werden und sich in der Gegend um Molesworth geographisch gesehen überlappen. Der östliche Abschnitt war Untersuchungen zur Folge im Durchschnitt alle 1100 Jahre mit einem schweren Erdbeben aktiv, wohingegen die Molesworth-Sektion zwischen Aktivitäten alle 700 Jahre bis 1430 Jahre schwankt. Mit Ausnahme des küstennahen Teils weist die Awatere Fault (einschließlich des Molesworth-Abschnitts) eine Gleitrate von 7 ± 1 mm/Jahr in den letzten 15.000 Jahren auf, wobei die Verwerfungsrate in den letzten 3000 Jahren aufgrund von datierten Terrassenverschiebungen möglicherweise abgenommen hat. Nahe der Küste reduziert sich die Rate der Verschiebungen auf weniger als 1,4 mm/Jahr bezogen auf die zurückliegenden 23.000 Jahre.

## Erdbeben-Ereignis
Am 16. Oktober 1848 ereignete sich in dem westlichen Zweig der Awatere Fault ein Erdbeben der Stärke zwischen 7,4 MW und 7,7 MW, das als Marlborough-Erdbeben bezeichnet wurde. Man geht davon aus, dass sich bei dem Beben Strukturen der Verwerfung auf einer Länge von rund 100 km und einer mittleren horizontalen Oberflächenverschiebung von 5,3 m ± 1,6 m verändert haben.